# Draft da NBA de 1984
O Draft da NBA de 1984 foi realizado no dia 19 de junho de 1984, no teatro do Madison Square Garden, na cidade de Nova York, NY. O draft  foi transmitido nos Estados Unidos pela extinta NBA on USA, antes da temporada 1984-85. Neste draft, os times da National Basketball Association (NBA) selecionaram novatos da universidade nos Estados Unidos e outros jogadores elegíveis, incluindo jogadores internacionais.
Esse draft ficou marcado como um dos melhores da história da NBA, por revelar jogadores que entraram para Hall da Fama do Basquete como Hakeem Olajuwon, Charles Barkley e John Stockton, além do lendário Michael Jordan, considerado o melhor jogador de basquete de todos os tempos.
Quem também foi selecionado neste draft foi Oscar Schmidt, então com 26 anos de idade. Draftado pelo New Jersey Nets na sexta rodada (em 131º), Oscar declinou ao convite para jogar na NBA porque se aceitasse, ele seria impedido de defender a seleção brasileira. Em 2017, Oscar seria homenageado pelo New Jersey Nets com um quadro com camisa personalizada por conta deste episódio.
O Draft de 84 ainda guarda outras curiosidades. Antes de virar um dos maiores nomes do atletismo mundial, Carl Lewis foi selecionado pelo Chicago Bulls para atuar na NBA. Outro que também foi selecionado em 84 foi o ala-pivô Kevin Willis, campeão com o San Antonio Spurs em 2002/03, que se tornaria o jogador mais longevo da história da NBA: parou aos 44 anos. Por fim, outro grande nome deste draft foi o de Mike Whitmarsh, medalhista de prata em Atlanta-96 no vôlei de praia. Escolhido pelo Portland Trail Blazers como a 111ª escolha, Mike jogou basquete e vôlei ao mesmo tempo pela University of San Diego.

## Ordem do Draft

### Primeira Rodada
|  | Jogadores que foram incluídos no Hall da Fama do Basquete                               |
|  | Jogadores que foram selecionados para pelo menos um NBA All-Star Game e um All-NBA Team |
|  | Jogadores que foram selecionados para pelo menos um NBA All-Star Game                   |
|  | Jogadores que foram pelo menos uma vez MVP da temporada da NBA                          |
|  | Jogadores que nunca atuaram em nenhuma partida sequer pela NBA                          |

| PG | Armador     |
| SG | Ala-armador |
| SF | Ala         |
| PF | Ala-pivô    |
| C  | Pivô        |

| Escolha | Nome              | Posição | Nacionalidade  | Time                                         | Universidade/Time  |
| ------- | ----------------- | ------- | -------------- | -------------------------------------------- | ------------------ |
| 1       | Hakeem Olajuwon   | C       | Nigéria/EUA    | Houston Rockets                              | Houston            |
| 2       | Sam Bowie         | C       | Estados Unidos | Portland Trail Blazers                       | Kentucky           |
| 3       | Michael Jordan    | SG      | Estados Unidos | Chicago Bulls                                | Carolina do Norte  |
| 4       | Sam Perkins       | PF/C    | Estados Unidos | Dallas Mavericks                             | Carolina do Norte  |
| 5       | Charles Barkley   | PF      | Estados Unidos | Philadelphia 76ers                           | Auburn             |
| 6       | Melvin Turpin     | C       | Estados Unidos | Washington Bullets (trocado para Cleveland)  | Kentucky           |
| 7       | Alvin Robertson   | SG      | Estados Unidos | San Antonio Spurs                            | Arkansas           |
| 8       | Lancaster Gordon  | PG/SG   | Estados Unidos | Los Angeles Clippers                         | Louisville         |
| 9       | Otis Thorpe       | PF/C    | Estados Unidos | Kansas City Kings                            | Providence         |
| 10      | Leon Wood         | PG/SG   | Estados Unidos | Philadelphia 76ers                           | Cal State          |
| 11      | Kevin Willis      | PF/C    | Estados Unidos | Atlanta Hawks                                | Michigan State     |
| 12      | Tim McCormick     | C       | Estados Unidos | Cleveland Cavaliers (trocado para Seattle)   | Michigan           |
| 13      | Jay Humphries     | SG      | Estados Unidos | Phoenix Suns                                 | Colorado           |
| 14      | Michael Cage      | PF/C    | Estados Unidos | Los Angeles Clippers                         | San Diego State    |
| 15      | Terence Stansbury | SG      | Estados Unidos | Dallas Mavericks                             | Temple             |
| 16      | John Stockton     | PG      | Estados Unidos | Utah Jazz                                    | Gonzaga            |
| 17      | Jeff Turner       | PF      | Estados Unidos | New Jersey Nets                              | Vanderbilt         |
| 18      | Vern Fleming      | PG      | Estados Unidos | Indiana Pacers                               | Geórgia            |
| 19      | Bernard Thompson  | SG/SF   | Estados Unidos | Portland Trail Blazers                       | Cal State (Fresno) |
| 20      | Tony Campbell     | SF/SG   | Estados Unidos | Detroit Pistons                              | Ohio State         |
| 21      | Kenny Fields      | SF/SG   | Estados Unidos | Milwaukee Bucks                              | UCLA               |
| 22      | Tom Sewell        | SG      | Estados Unidos | Philadelphia 76ers (trocado para Washington) | Lamar              |
| 23      | Earl Jones        | C       | Estados Unidos | Los Angeles Lakers                           | UDC                |
| 24      | Michael Young     | SF/SG   | Estados Unidos | Boston Celtics                               | Houston            |

### Segunda rodada
| Escolha | Nome            | Posição | Nacionalidade  | Time                                          | Universidade/Time       |
| ------- | --------------- | ------- | -------------- | --------------------------------------------- | ----------------------- |
| 25      | Devin Durrant   | SF      | Estados Unidos | Indiana Pacers                                | Brigham Young           |
| 26      | Victor Fleming  | PG      | Estados Unidos | Portland Trail Blazers                        | Xavier                  |
| 27      | Ron Anderson    | SF      | Estados Unidos | Cleveland Cavaliers                           | Cal State (Fresno)      |
| 28      | Cory Blackwell  | SF      | Estados Unidos | Seattle SuperSonics                           | Wisconsin               |
| 29      | Stuart Gray     | C       | EUA/Panamá     | Indiana Pacers                                | UCLA                    |
| 30      | Steve Burtt     | PG      | Estados Unidos | Golden State Warriors                         | Iona                    |
| 31      | Jay Murphy      | PF      | Estados Unidos | Golden State Warriors (trocado para Clippers) | Boston College          |
| 32      | Eric Turner     | PG      | Estados Unidos | Detroit Pistons                               | Michigan                |
| 33      | Steve Colter    | PG      | Estados Unidos | Portland Trail Blazers                        | New Mexico State        |
| 34      | Tony Costner    | C       | Estados Unidos | Washington Bullets                            | Saint Joseph's          |
| 35      | Othell Wilson   | PG      | Estados Unidos | Golden State Warriors                         | Virgínia                |
| 36      | Charles Jones   | PF      | Estados Unidos | Phoenix Suns                                  | Louisville              |
| 37      | Ben Coleman     | PF      | Estados Unidos | Chicago Bulls                                 | Maryland                |
| 38      | Charlie Sitton  | SF      | Estados Unidos | Dallas Mavericks                              | Oregon State            |
| 39      | Danny Young     | PG      | Estados Unidos | Seattle SuperSonics                           | Wake Forest             |
| 40      | Anthony Teachey | PF/C    | Estados Unidos | Dallas Mavericks                              | Wake Forest             |
| 41      | Tom Sluby       | SG      | Estados Unidos | Dallas Mavericks                              | Notre Dame              |
| 42      | Willie White    | PG      | Estados Unidos | Denver Nuggets                                | Tennessee (Chattanooga) |
| 43      | Greg Wiltjery   | C       | Canadá         | Chicago Bulls                                 | Victoria                |
| 44      | Fred Reynolds   | SF      | Estados Unidos | Washington Bullets                            | UTEP                    |
| 45      | Gary Plummer    | PF/C    | Estados Unidos | Golden State Warriors                         | Boston                  |
| 46      | Jerome Kersey   | SF      | Estados Unidos | Portland Trail Blazers                        | Longwood                |
| 47      | Ronnie Williams | SF      | Estados Unidos | Boston Celtics                                | Flórida                 |

Fonte: «nbadraft.net». www.nbadraft.net

## Outros Nomes Notáveis Selecionados Pós-2a Rodada
| Rodada | Escolha | Jogador            | Pos.  | Nacionalidade  | Equipe              | Universidade/Time   |
| ------ | ------- | ------------------ | ----- | -------------- | ------------------- | ------------------- |
| 3      | 50      | Ben McDonald       | PF/SF | Estados Unidos | Cleveland Cavaliers | UC Irvine           |
| 3      | 51      | Jim Petersen       | PF/C  | Estados Unidos | Houston Rockets     | Minnesota           |
| 3      | 57      | Joe Binion         | PF/SF | Estados Unidos | San Antonio Spurs   | North Carolina A&T  |
| 3      | 61      | Jeff Cross         | PF    | Estados Unidos | Dallas Mavericks    | Maine               |
| 3      | 62      | David Pope         | SF    | Estados Unidos | Utah Jazz           | Norfolk State       |
| 3      | 68      | Butch Graves       | SG    | Estados Unidos | Philadelphia 76ers  | Yale                |
| 3      | 70      | Rick Carlisle      | SG    | Estados Unidos | Boston Celtics      | Virginia            |
| 4      | 71      | Ralph Jackson      | PG    | Estados Unidos | Indiana Pacers      | UCLA                |
| 4      | 76      | Jim Grandholm      | PF    | Estados Unidos | Washington Bullets  | South Florida       |
| 4      | 80      | Carl Henry         | SG    | Estados Unidos | Kansas City Kings   | Kansas              |
| 4      | 86      | Jim Rowinski       | PF/C  | Estados Unidos | Utah Jazz           | Purdue              |
| 4      | 87      | Bob Thornton       | PF/C  | Estados Unidos | New York Knicks     | UC Irvine           |
| 4      | 90      | Ozell Jones        | PF/C  | Estados Unidos | San Antonio Spurs   | Cal State Fullerton |
| 6      | 120     | McKinley Singleton | SG    | Estados Unidos | Milwaukee Bucks     | UAB                 |
| 6      | 131     | Oscar Schmidt      | SG/SF | Brasil         | New Jersey Nets     | Juve Caserta        |
| 6      | 133     | Eddie Lee Wilkins  | PF/C  | Estados Unidos | New York Knicks     | Gardner–Webb        |
| 7      | 140     | Kenton Edelin      | PF/SF | Estados Unidos | Indiana Pacers      | Virginia            |
| 7      | 156     | Ken Bannister      | PF/C  | Estados Unidos | New York Knicks     | St. Augustine's     |
| 9      | 185     | Brian Martin       | PF/C  | Estados Unidos | Indiana Pacers      | Kansas (Sr.)        |
| 10     | 208     | Carl Lewis         | PG    | Estados Unidos | Chicago Bulls       | Houston             |